# Noah Lewis
Noah Lewis (* 3. September 1895 oder 1890 in Henning, Tennessee; † 7. Februar 1961 in Ripley) war einer der zentralen Musiker der amerikanischen Jug-Band-Szene der 1920er und 1930er. Er war ein Virtuose auf der Mundharmonika, und ihm werden etliche bekannte Songs zugeschrieben, zum Beispiel Viola Lee Blues (später von Grateful Dead aufgenommen) und Going To Germany.

## Leben
Nachdem Lewis nach Memphis umgezogen war, schloss er sich Gus Cannon und den Cannon’s Jug Stompers an, die Ende der 1920er einige erfolgreiche Aufnahmen machten, darunter Walk Right In, das 1963 von den Rooftop Singers neu interpretiert wurde. Cannon erzählte später in einem Interview: „Noah war immer voller Kokain; ich vermute, dass er deswegen so laut spielen konnte. Und er war richtig gut.“
Ab 1929 machte Lewis Aufnahmen unter eigenem Namen und mit eigener Band. Später spielte er unter anderem mit Yank Rachell und John Estes. Mit der Depression kam das Ende der Jugband-Ära, und auch Lewis geriet in Vergessenheit. Lewis lebte zuletzt in ärmlichsten Verhältnissen. Er starb 1961 an den Folgen schwerer Erfrierungen.